# Кауфман, Давид (ориенталист)
Давид Кауфман (7 июня 1852, Коетин — 6 июля 1899, Карловы Вары) — австрийско-еврейский ориенталист, историк и публицист.

## Биография
Родился в 1852 года в Коетине (Моравия). С ранних лет обнаружил чрезвычайные способности: прошёл курс гимназии экстерном, так как его набожные родители не желали определить сына в светскую гимназию. Домашний учитель Кауфмана, Яков Брюлль, отвёз его в Бреславль, где при еврейской семинарии было ещё отделение гимназии. Окончив там последние классы и выдержав экзамен на аттестат зрелости в гор. Тешене, Давид вернулся в Бреславль, где занимался в семинарии и одновременно изучал в университете восточные языки, историю и философию.
В 1874 году он получил в Лейпциге степень доктора за диссертацию о религиозной философии Саадии (работа впоследствии была им использована для издания «Gesch. d. Attributenlehre»). Раввинского диплома Кауфман удостоился в 1877 г. Осенью того же года он читал проповеди в Берлине, где ему прочили место скончавшегося Авраама Гейгера. Проповеди Кауфмана, появившиеся потом в печати, ввиду их консервативного характера, вызвали некоторое сомнение среди членов общинного правления, настроенных в пользу радикальных реформ. Когда правление общины затребовало от Кауфмана разъяснения относительно некоторых религиозных вопросов, он не ответил и тогда же решил отказаться от раввинской деятельности.
В 1877 году был приглашен занять кафедру в раввинской семинарии в Будапеште, где и работал до самой смерти.
Его первым литературным опытом стала рецензия на роман «Блуждающий по пути жизни» («На-Тое be-Darke ha-Chajim») Смоленскина, появившаяся в 1872 году на немецком языке.
После прочтения романа Джордж Элиот «Даниил Деронда», в статье «George Eliotund d. Judentum» (Monatsschrift, 1876) Кауфман пытался разъяснить взгляды Элиот и её веру в будущность еврейского народа, являвшиеся взглядами и верой самого Кауфмана. Работа эта появилась в английском переводе, что вызвало переписку между поэтессой и Кауфманом.
Кауфман собрал громадный материал по истории еврейской культуры. В течение 27 лет он опубликовал большое количество трудов и статей, помещённых в различных сборниках и журналах (на еврейском, немецком, английском и венгерском языках). Полный библиографический список его работ обнимает не менее 546 именований. Любимыми областями Кайфмана были религиозная философия, древняя и более новая еврейская литература, история, в частности история культуры и религии, этнография, языковедение и грамматика, палестиноведение и т. д. Также напечатал множество рецензий, которые свидетельствуют о его многосторонности.
Был деятельным членом общества «Mekize Nirdamim» и членом корреспондентом Мадридской академии наук. Обладал большой библиотекой (её основой послужила библиотека Марка Мортары), которая содержала много ценных рукописей и инкунабулов.
Умер в 1899 году в Карлсбаде.

## Труды
- «Jehuda Halewi» (1877);
- «Gesch. d. Attributenlehre in d. jüdischen Religionsphilosophie» (1877);
- «D. Spuren Al-Batlajusis in d. jüd. Religionsphilosophie» (1880);
- «D. Sinne, Beiträge zur Gesch. d. Physiologie u. d. Psychologie im Mittelalter» (1884);
- «Die letzte Vertreibung der Jud. aus Wien» (1887);
- «Paul de Lagarde’s Jüdische GeJehrsamkeit» (1887) — ответ на антисемитские выходки Пауля де Лагарда, нападавшего на еврейскую науку и её крупных представителей, Цунца и А. Берлинера[3].
- «Studien über Salomo ibn Gebirol» (1899).

История еврейских семейств
- «Zur Gesch. jüd. Familien: I. Samson Wertheimer» (1888);
- «Urkundliches aus d. Leben Samson Wertheimers» (1891);
- «D. Familien Prags nach d. Epitaphien d. alten jüd. Friedhofs» (1892);
- «Israel Conegliano u. seine Verdienste um die Republik Venedig» (1895);
- «D. Erstürmurg Ofens» (1895);
- «Aus Heinrich Heines Ahnensaal» (1896, выяснение вопроса о происхождении фамилии поэта);
- «Die Memoiren der Glückel von Hameln» (1896).

Незаконченное сочинение «Die Familie Gomperz» было дополнено и издано Фрейденталем (1907).
Философские работы
- «Die Theologie d. Bachja ibn Pakuda» (в Berichte d. wiener Kaiserl. Akad. d. Wissensch., 1874)
- «Der Führer Maimunis in d. Weltliteratur» (оттиск из Archiv für Gesch. d. Philos., XI, № 3).

Собрание сочинений Кауфмана начало издаваться в 1908 году под заглавием «Gesammelte Schriften».